# Shimmer Women Athletes
La Shimmer Women Athletes (stilizzata come SHIMMER Women Athletes e spesso riconosciuta semplicemente come SHIMMER) è stata una federazione statunitense di wrestling con sede a Berwyn (Illinois), che ha avuto il suo primo evento il 6 novembre 2005. Fondata da Dave Prazak e gestita da lui e Allison Danger, la federazione è stata creata con lo scopo di dare alle lottatrici Nordamericane e internazionali un luogo serio nel quale mostrare le proprie abilità.
La compagnia ha un approccio unico nel suo genere per quanto riguarda i loro eventi in quanto organizzano un grande spettacolo, a distanza l'uno dall'altro di circa 3 mesi. Molti match che vengono svolti all'Eagles Club a Berwyn, Illinois e vengono registrati dai 2 ai 4 DVD che inizialmente venivano venduti come singoli volumi attraverso il negozio online della Ring of Honor ed in seguito vennero distribuiti a livello nazionale da altri negozi specializzati.
Per il lavoro di Prazak con la Ring of Honor, le due compagnie sono strettamente affiliate, con la ROH che promuove il prodotto SHIMMER semi-regolarmente ed organizzando match femminili sia nei pre-show che nel main event. 

Nel settembre 2008 la compagnia ha stabilito che avrebbe creato la propria scuola di wrestling per atlete.
Ring of Honor riconosceva in passato il titolo SHIMMER Championship che infatti viene difeso in alcuni eventi della stessa ROH ed in passato anche la Full Impact Pro riconosceva questo titolo che fu difeso nei suoi eventi.

## Titoli
| Titolo                        |
| ----------------------------- |
| SHIMMER Championship          |
| Shimmer Tag Team Championship |
| Heart of Shimmer Championship |